# Demonic (película)
Demonic (En español Demoníaco) es una película estadounidense de terror de 2015, dirigida por Will Canon y escrita por Max La Bella, Doug Simon y Will Canon. La película está protagonizada por Maria Bello, Frank Grillo, Cody Horn, Dustin Milligan, Megan Park, Scott Mechlowicz, Aaron Yoo y Alex Goode.

## Reparto
- Maria Bello como la doctora Elizabeth Klein.
- Frank Grillo como el detective Mark Lewis.
- Cody Horn como Michelle.
- Dustin Milligan como John.
- Megan Park como Jules.
- Scott Mechlowicz como Bryan.
- Aaron Yoo como Donnie.
- Alex Goode como Sam.
- Ashton Leigh como Sara Mathews.
- Terence Rosemore como Jenkins.
- Jesse Steccato como Peter.
- Meyer DeLeeuw como Henry.
- Griff Furst como Reeves.
- Tyson Sullivan como Lucas Elton.

## Producción

### Preproducción
El 13 de mayo de 2011, la película fue anunciada bajo el título House of Horror, con James Wan como productor. El 22 de noviembre de 2011, se anunció que Xavier Gens podría dirigir la película. El 23 de enero de 2013, Maria Bello y Frank Grillo se unieron al elenco. El 8 de octubre de 2013, la película fue retitulada como Demonic. El 31 de julio de 2014, se anunció que la película sería estrenada el 12 de diciembre de 2014, pero el 19 de septiembre de 2014 volvió a estar sin fecha específica de estreno.

### Estreno
La película se estrenó el 12 de febrero de 2015 en Brasil bajo el título A Casa dos Mortos.
También se estrenó el 8 de mayo de 2015 en Turquía bajo el título Şeytani Ruhlar, que significa Espíritus satánicos. El 21 de agosto de 2015 se produjo su lanzamiento oficial en México con el título Demoníaco, que es la directa traducción del título original.